# Безант (геральдика)
Беза́нт (фр. Besant) — простая гербовая фигура, представляющая собой кружок (шар), окрашенный золотом, символизирующий собой деньги, богатство (недр), в широком смысле — тепло, удачу и радость. Иногда этим термином обозначают и серебряные кружки, с обязательным упоминанием об отличии их окраски от принятой по умолчанию.
Термин происходит от названия византийской золотой монеты. В эпоху крестовых походов рыцари-крестоносцы познакомились с византийскими золотыми монетами, и были, вероятно, поражены их высоким качеством и чистотой. После разграбления Константинополя (1204) множество крестоносцев получили солиды в составе богатой добычи. Поскольку это совпало с массовым принятием рыцарских гербов, в них появились безанты. Изображение собственно золотой монеты, а не золотого круга, обычно называют монетой.
Для поля, его части или каймы, усеянных безантами, во французской геральдике используется термин besanté.
Во французской (а следовательно, и в английской) геральдике геральдические круги различных цветов имеет собственные названия и значения, представленные в таблице ниже. В русской геральдике подобные названия не используются.
| металлы                   | металлы                   | финифти                                 | финифти                      | финифти                  | финифти                                | финифти                    | деления |
| ------------------------- | ------------------------- | --------------------------------------- | ---------------------------- | ------------------------ | -------------------------------------- | -------------------------- | --- |
| Безант фр. bezant золотой | Диск фр. plate серебряный | Синяк или голубика фр. heurte лазоревый | Каравай фр. tourteau красный | Пелле фр. ogoesse чёрный | Яблоко фр. pomme, somme, volet зелёный | Гольпе фр. gulpe пурпурный | Фонтан фр. fontaine héraldique, fontaine anglaise шестикратно пересечённый волнисто на лазурь и серебро круг |